# Ägglansstekel
Ägglansstekel (Trichogramma evanescens) är en stekelart som beskrevs av John Obadiah Westwood 1833. Trichogramma evanescens ingår i släktet Trichogramma och familjen hårstrimsteklar. Arten är reproducerande i Sverige. Inga underarter finns listade i Catalogue of Life.